# Camerun del Nord
Camerun del Nord fou un dels dos districtes en què fou dividit el Camerun Occidental o Britànic quan l'administració d'aquest territori fou concedit com a mandat de la Lliga de les Nacions a Gran Bretanya el 1921. Estava dividit en dues parts separades territorialment, una a l'extrem nord de la frontera entre Nigèria i el Camerun, on estava l'emirat de Dikwa; i una segona part al centre. La majoria de la població era musulmana però una part de la població de la franja situada al centre era cristiana o animista. El 1946 el mandat es va transformar en un fideïcomís de les Nacions Unides. El districte sempre va estar administrat com a part de la Regió del Nord de Nigèria, però amb estadístiques separades.
Davant de la independència del Camerun Francès prevista pel 1960, el 1950 es va començar a discutir de la situació del Camerun Britànic. El febrer de 1961 es va celebrar un plebiscit per determinar el futur del Camerun del Nord (Northern Cameroons) i Camerun del Sud (Southern Cameroons). Per una majoria aclaparadora, els votants del Southern Cameroons van optar per unir-se a l'anteriorment anomenat Camerun Francès, ara república del Camerun, en lloc d'integrar-se a Nigèria. En canvi en el Northern Cameroons, l'electorat en gran part musulmà va escollir fusionar-se amb la regió de Nigèria Septentrional.